# Dicraeus discolor
Dicraeus discolor är en tvåvingeart som först beskrevs av Becker 1910.  Dicraeus discolor ingår i släktet Dicraeus och familjen fritflugor. Inga underarter finns listade i Catalogue of Life.